# Benoît Lutgen

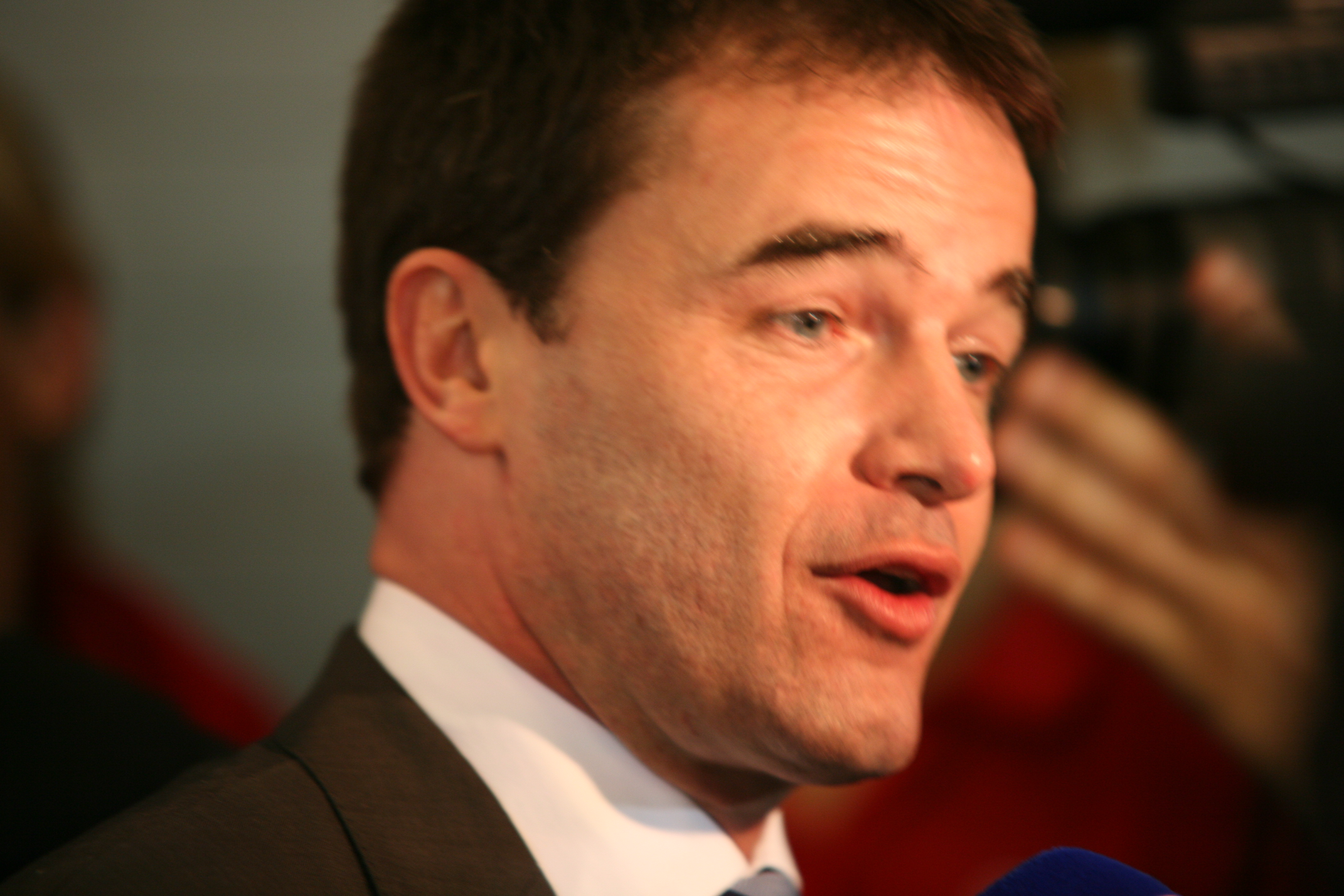
Benoît Lutgen (2007)

Benoît Lutgen (* 10. März 1970 in Bastogne) ist ein belgischer Politiker des Centre Démocrate Humaniste (CDH). 

## Leben
Der Sohn des wallonischen Christdemokraten Guy Lutgen wurde im Jahr 2001 Generalsekretär des damals noch unter dem Namen Christlich Soziale Partei antretenden cdH. Von 2004 bis 2009 war er wallonischer Minister für Landwirtschaft, Umwelt und Tourismus; danach wurde er Minister für Öffentliche Arbeiten, Landwirtschaft, Natur, Wälder und Kulturerbe. 2011 übernahm er den Vorsitz des cdH von Joëlle Milquet. Im Januar 2019 wurde er von Maxime Prévot im Parteivorsitz abgelöst. Seit 2013 ist er Bürgermeister von Bastogne.